# Titelberg
Titelberg (en luxemburguès: Tëtelbierg) és un jaciment arqueològic situat a la vora de la ciutat de Luxemburg a Lamadelaine, al municipi de Pétange. Forma part del Parc Industrial i del Ferrocarril de Fond-de-Gras. Considerat com l'oppidum principal del poble cèltic dels trèvers, Titelberg és un aflorament rocós de 50 hectàrees a vistes de la vall del Kuer, és també el nom del pujol en què el jaciment es troba. Aquesta descoberta proporciona evidència de civilització urbana en el que ara és Luxemburg molt abans de la conquesta romana.

## Localització

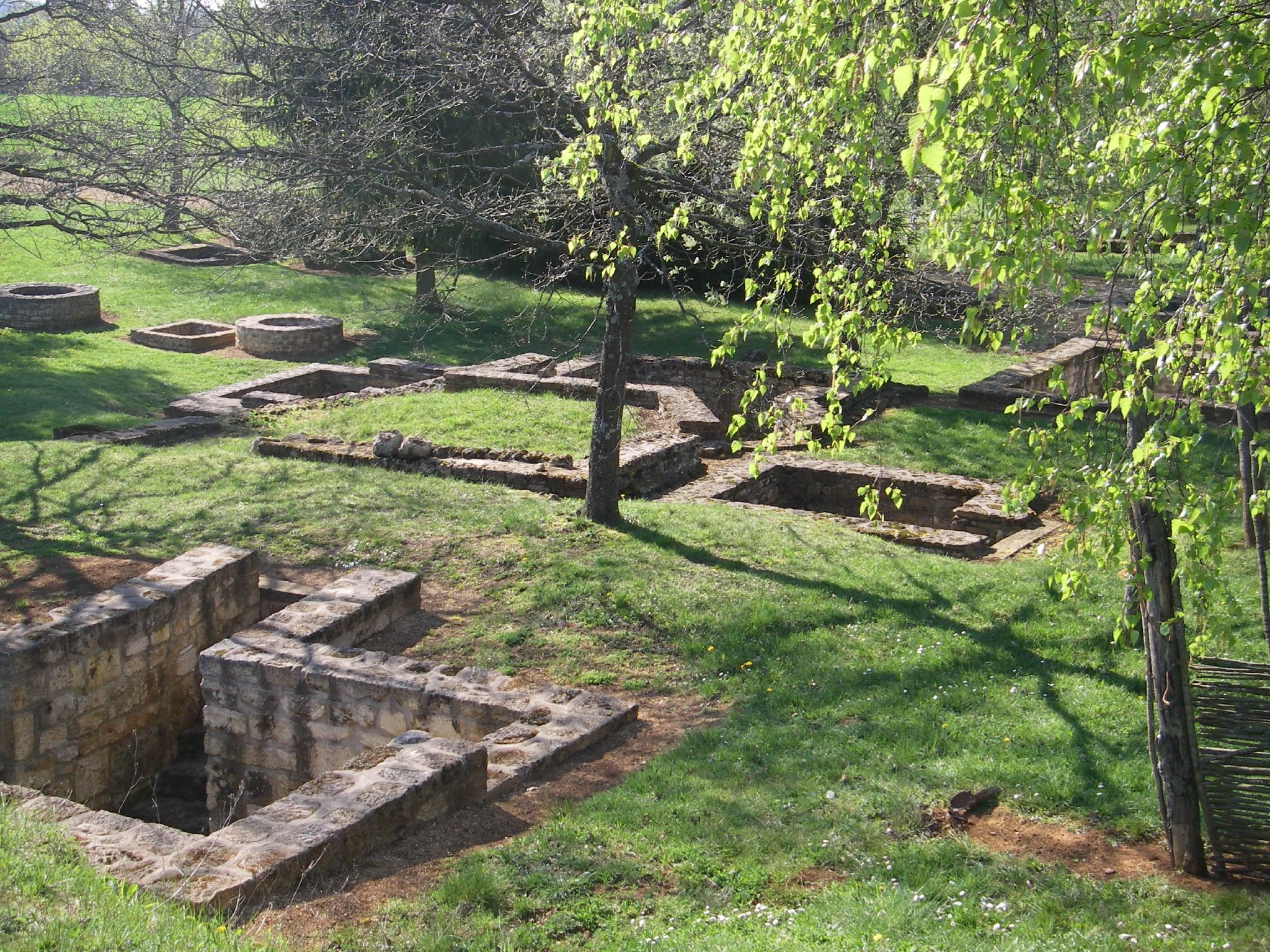
Jaciment de Titelberg

El jaciment es troba a uns 3 km al sud-oest de Pétange i 3 km al nord-oest de Differdange en un altiplà al descobert sobre uns 390 m sobre el nivell de la mar. Està envoltat per vessants boscosos abruptes que van fins al Kuer, cent metres més avall. Es pot arribar des de Niederkorn prenent el camí cap a Roudenhaff i fer un gir a la dreta cap al Fond de Gras.

## Jaciment
Amb una superfície d'unes 50 hectàrees, Titelberg és un altiplà de forma oval d'aproximadament 1 km de llarg (NO a SE) i 500 m d'amplada. Va ser ocupada contínuament durant 700 anys a partir del 300 aC, aproximadament. Hi ha evidència d'assentaments esporàdics que es remunten fins i tot més, potser cap a l'any 2000 aC o abans. Des del segle primer abans de Crist i durant el període gal·loromà, fonaments de maçoneria substitueixen les construccions, menys duradores que les anteriors. Aquestes, juntament amb els 9 m d'alçada de muralles de terra al voltant de la perifèria, demostren clarament la importància de l'oppidum cèltic que sembla haver estat la seu dels caps trèvers.
Encara es troben regularment monedes cèltiques de l'època, la qual cosa demostra les relacions comercials importants que hi havia en aquesta tribu d'artesans, la riquesa dels quals es basava en els recursos minerals del sòl.